# Lövhulta
Lövhulta is een plaats in de gemeente Eskilstuna in het landschap Södermanland en de provincie Södermanlands län in Zweden. De plaats heeft 60 inwoners (2005) en een oppervlakte van 10 hectare.